# Damiano Zoffoli
Damiano Zoffoli, né le 17 juillet 1960 à Cesenatico, est un homme politique italien, membre du Parti démocrate (PD).

## Biographie
Le 18 février 2015, il remplace au Parlement européen la tête de liste de son parti lors des élections européennes de 2014 pour l'Italie du Nord-Est, Alessandra Moretti.